# Xestocephalus fasciatus
Xestocephalus fasciatus är en insektsart som beskrevs av Evans 1954. Xestocephalus fasciatus ingår i släktet Xestocephalus och familjen dvärgstritar. Inga underarter finns listade i Catalogue of Life.